# Thropton
Thropton is een civil parish in het bestuurlijke gebied Northumberland, in het Engelse graafschap Northumberland met 458 inwoners.

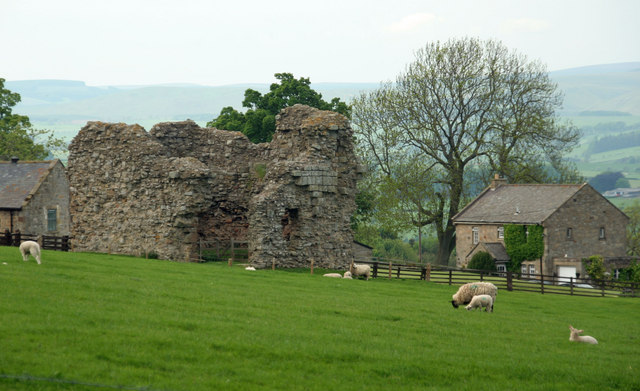

Acklington · 
Acomb · 
Adderstone with Lucker · 
Akeld · 
Allendale · 
Alnham · 
Alnmouth · 
Alnwick · 
Alwinton · 
Amble by the Sea · 
Ancroft · 
Bamburgh · 
Bardon Mill · 
Bavington · 
Beadnell · 
Belford · 
Bellingham · 
Belsay · 
Berwick upon Tweed · 
Bewick · 
Biddlestone · 
Birtley · 
Blanchland · 
Bowsden · 
Branxton · 
Brinkburn · 
Broomhaugh and Riding · 
Broomley and Stocksfield · 
Bywell · 
Callaly · 
Capheaton · 
Carham · 
Cartington · 
Chatton · 
Chillingham · 
Chollerton · 
Coanwood · 
Corbridge · 
Cornhill on Tweed · 
Corsenside · 
Craster · 
Cresswell · 
Denwick · 
Doddington · 
Duddo · 
Earle · 
Easington · 
East Chevington · 
Edlingham · 
Eglingham · 
Ellingham · 
Ellington and Linton · 
Elsdon · 
Embleton · 
Ewart · 
Falstone · 
Featherstone · 
Felton · 
Ford · 
Glanton · 
Greenhead · 
Greystead · 
Haltwhistle · 
Harbottle · 
Hartburn · 
Hartleyburn · 
Hauxley · 
Haydon · 
Healey · 
Hebron · 
Heddon on the Wall · 
Hedgeley · 
Hedley · 
Henshaw · 
Hepple · 
Hepscott · 
Hesleyhurst · 
Hexham · 
Hexhamshire · 
Hollinghill · 
Holy Island · 
Horncliffe · 
Horsley · 
Humshaugh · 
Ilderton · 
Ingram · 
Kielder · 
Kilham · 
Kirknewton · 
Kirkwhelpington · 
Knaresdale with Kirkhaugh · 
Kyloe · 
Lesbury · 
Lilburn · 
Longframlington · 
Longhirst · 
Longhorsley · 
Longhoughton · 
Lowick · 
Lynemouth · 
Matfen · 
Meldon · 
Melkridge · 
Middleton · 
Milfield · 
Mitford · 
Morpeth · 
Netherton · 
Netherwitton · 
Newbrough · 
Newton by the Sea · 
Newton on the Moor and Swarland · 
Norham · 
North Sunderland · 
Nunnykirk · 
Ord · 
Otterburn · 
Ovingham · 
Ovington · 
Pegswood · 
Plenmeller with Whitfield · 
Ponteland · 
Prudhoe · 
Rennington · 
Rochester · 
Roddam · 
Rothbury · 
Rothley · 
Sandhoe · 
Shilbottle · 
Shoreswood · 
Shotley Low Quarter · 
Simonburn · 
Slaley · 
Snitter · 
Stamfordham · 
Stannington · 
Tarset · 
Thirlwall · 
Thirston · 
Thropton · 
Togston · 
Tritlington and West Chevington · 
Ulgham · 
Wall · 
Wallington Demesne · 
Warden · 
Wark · 
Warkworth · 
West Allen · 
Whalton · 
Whittingham · 
Whittington · 
Whitton and Tosson · 
Widdrington Station and Stobswood · 
Widdrington · 
Wooler · 
Wylam